# Łęg (powiat Raciborski)
Łęg is een dorp in het Poolse woiwodschap Silezië, in het district Raciborski. De plaats maakt deel uit van de gemeente Nędza en telt 464 inwoners.